# Carlos Jerónimo

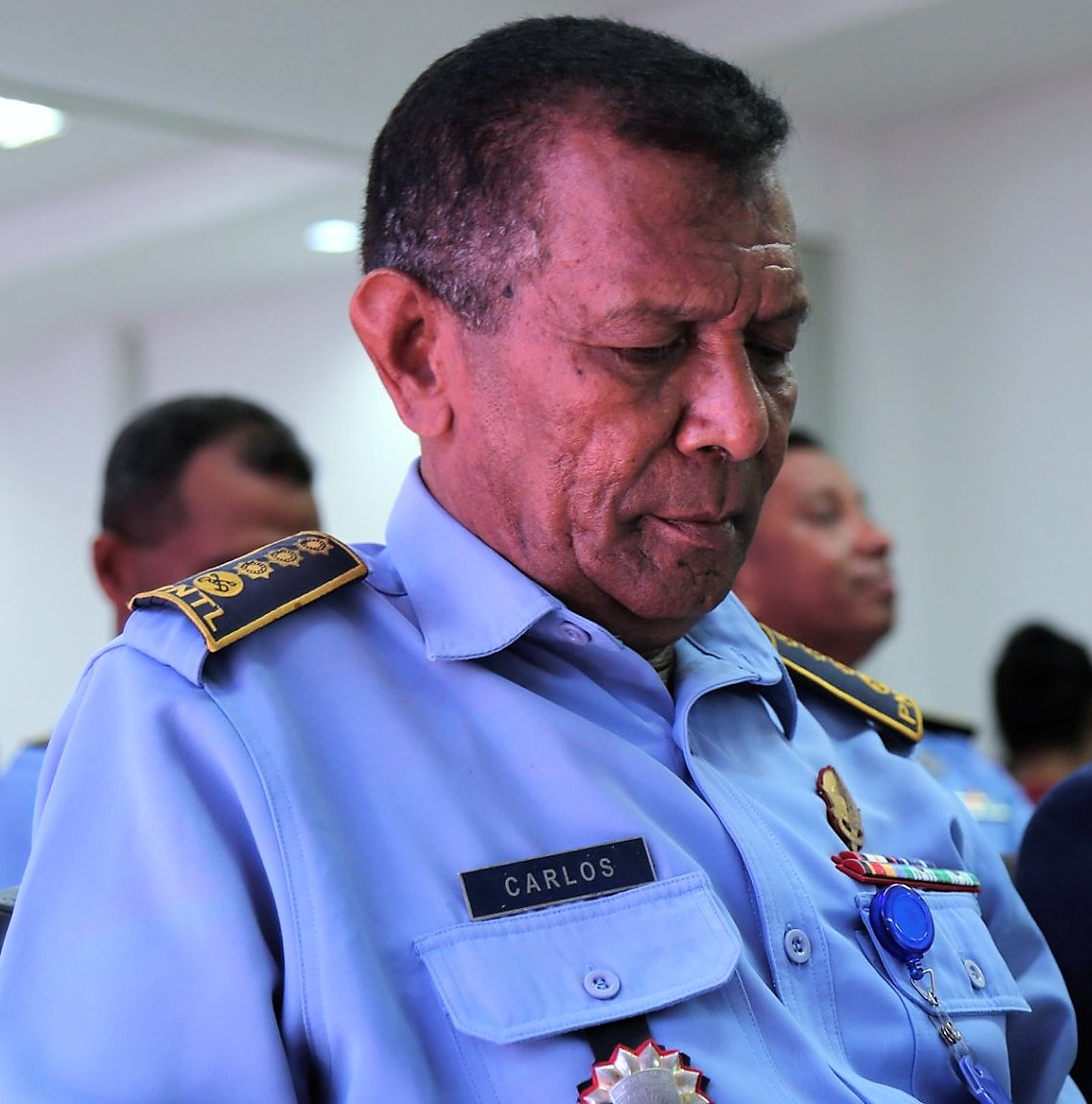
Carlos Jerónimo (2020)

Carlos Almeida Sousa Jerónimo (* 29. Oktober 1953) ist Generalinspektor der Nationalpolizei Osttimors (Stand Mai 2021), im Range eines Superintendente Chefe, und Sekretär des Obersten Polizeirats.

## Polizeidienst
2005 war Jerónimo Direktor des Departamento de Migração (Einwanderungsbehörde Osttimors). Das Amt hatte er bis 2009 inne. Von 2009 bis 2013 war Jerónimo Leiter der Ausbildungszentrum der Polizei (tetum Sentru Formasaun Polísia) (2009 noch als Inspektor). dann ab Dezember 2013 Direktor der Rechtsabteilung (Departementu Justisa) und 2017 Interim-Kommandant des Kriminaldienstes (Serviço de Investigação Criminal Nacional SICN).

## Sportfunktionär
Jerónimo war Präsident der Federação Nacional de Basquetebol de Timor-Leste. Unter ihm wechselte die FNBTL von der FIBA Asien  der Fédération Internationale de Basketball am 5. April 2016 zur FIBA-Ozeanien-Zone, aufgrund der besseren Förderung. Im Jahr darauf war Alberto Xavier Pereira Carlos neuer Präsident des FNBTL.